# Selección femenina de baloncesto sub-20 de Serbia y Montenegro
La selección femenina de baloncesto sub-20 de Serbia y Montenegro era un equipo nacional de baloncesto de Serbia y Montenegro, administrado por la Federación de Baloncesto de Serbia y Montenegro. Representó al país en competiciones internacionales de baloncesto femenino sub-20. El equipo ganó una medalla de plata en el  División B del Campeonato Europeo de Baloncesto Femenino Sub-20.

## Participaciones

### Campeonato Europeo de Baloncesto Femenino Sub-20
| Año   | Resultado             | Pos.                  |
| ----- | --------------------- | --------------------- |
| 2004  | No participó          | No participó          |
| 2005  | Jugó en la División B | Jugó en la División B |
| 2006  | Jugó en la División B | Jugó en la División B |
| Total | 0 títulos             | 0/3                   |

### División B del Campeonato Europeo de Baloncesto Femenino Sub-20
| Año   | Resultado    | Pos.             |
| ----- | ------------ | ---------------- |
| 2005  | No participó | No participó     |
| 2006  | Final        | Medalla de plata |
| Total | 0 títulos    | 1/2              |